# جيف براينت (لاعب كرة قدم أمريكية)

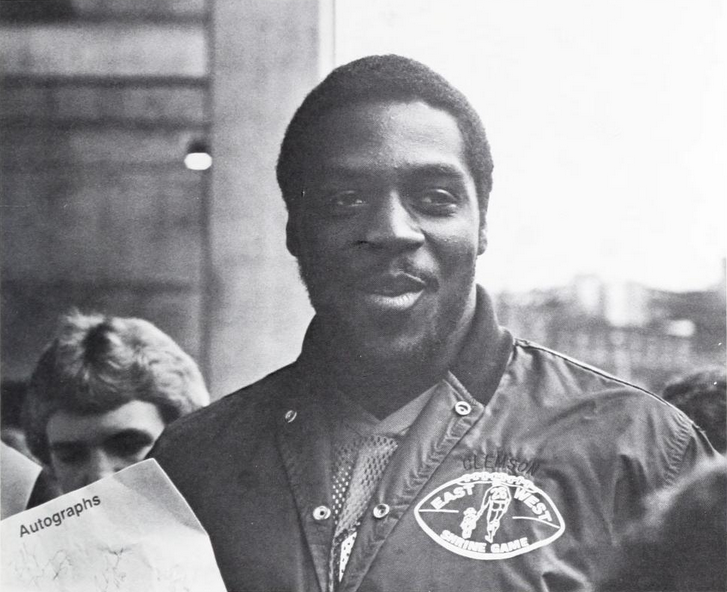
جيف براينت

جيف براينت (بالإنجليزية: Jeff Bryant) هو لاعب كرة قدم أمريكية أمريكي، ولد في 22 مايو 1960 في أتلانتا في الولايات المتحدة.

## وصلات خارجية
- جيف براينت على موقع مرجع كرة القدم المحترفة.كوم (الإنجليزية)